# Thomas Ölsner
Thomas Ölsner är en tysk längdåkare.

## Vinster
- Paralympiska vinterspelen 2006 
  - Brons, längdskidåkning 5 km stående